# Пикельнер (лунный кратер)
Кратер Пикельнер (лат. Pikelʹner) — крупный ударный кратер в южном полушарии обратной стороны Луны. Название присвоено в честь советского астрофизика Соломона Борисовича Пикельнера (1921—1975)  и утверждено Международным астрономическим союзом в 1979 г. Образование кратера относится к позднеимбрийскому периоду.

## Описание кратера

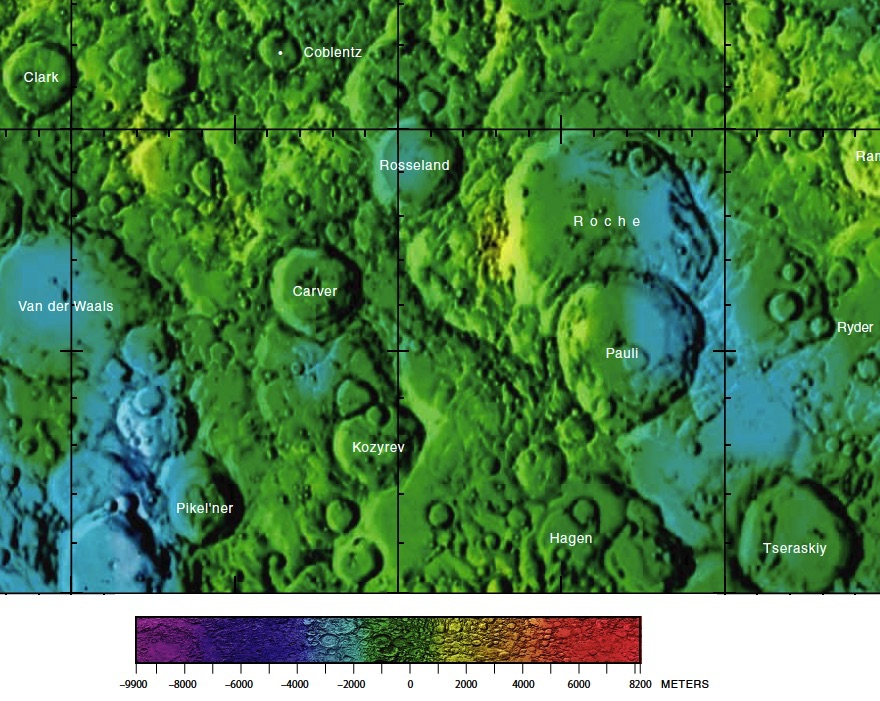
Окрестности кратера Пикельнер. Фрагмент карты обратной стороны Луны.

Ближайшими соседями кратера являются кратер Ван дер Ваальс на севере-северо-западе; кратер Карвер на севере-северо-востоке; кратер Козырев на востоке-северо-востоке; кратер Хаген на востоке и кратер Планк на юго-востоке. На юге от кратера Пикельнер расположена долина Планка. Селенографические координаты центра кратера 48°22′ ю. ш. 124°15′ в. д. / 48,37° ю. ш. 124,25° в. д., диаметр 41,0 км, глубина 2,3 км.
Кратер Пикельнер имеет полигональную форму и перекрывает южную часть сателлитного кратера Пикельнер Y. Вал с четко очерченной кромкой. Высота вала над окружающей местностью достигает 1100 м, объем кратера составляет приблизительно 1700 км³. Дно чаши пересеченное, округлый сглаженный центральный пик несколько смещен к северу от центра чаши.

## Сателлитные кратеры
| Пикельнер | Координаты                                              | Диаметр, км |
| --------- | ------------------------------------------------------- | ----------- |
| F         | 48°22′ ю. ш. 128°31′ в. д. / 48,36° ю. ш. 128,52° в. д. | 20,1        |
| G         | 49°34′ ю. ш. 129°06′ в. д. / 49,57° ю. ш. 129,1° в. д.  | 26,5        |
| K         | 51°01′ ю. ш. 125°29′ в. д. / 51,01° ю. ш. 125,48° в. д. | 33,3        |
| S         | 49°27′ ю. ш. 121°06′ в. д. / 49,45° ю. ш. 121,1° в. д.  | 59,8        |
| Y         | 47°45′ ю. ш. 123°55′ в. д. / 47,75° ю. ш. 123,92° в. д. | 47,8        |

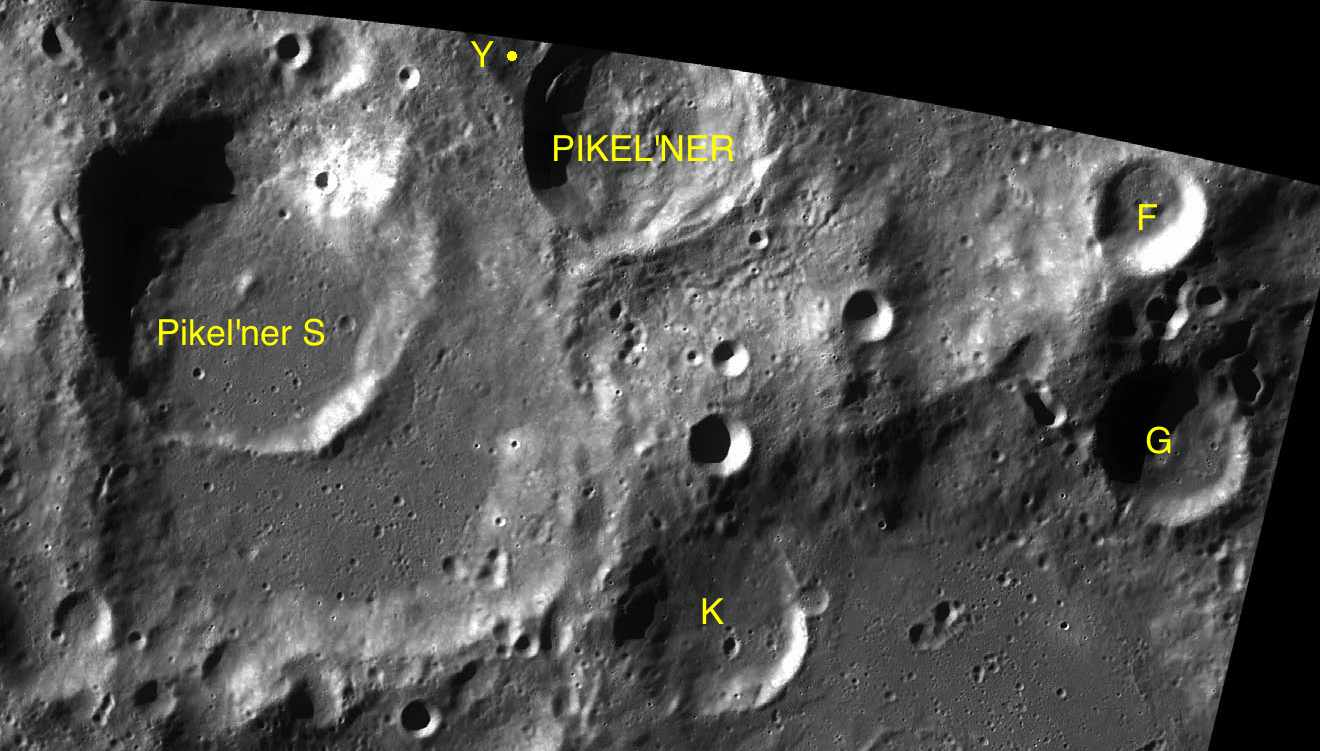
Фрагмент карты LAC-130.

- Образование сателлитного кратера Пикельнер K и S относится к нектарскому периоду[1].